# 山元一郎
山元 一郎（やまもと いちろう、1910年9月14日 - 1972年7月7日）は日本の哲学者、言語哲学者。

## 経歴
- 鹿児島県出身[1]
- 1934年、京都大学文学部哲学科卒業。
- 1934年、旅順工科大学予科教授。
- 1947年、立命館大学文学部教授。

## 学風
戦後最初の分析哲学、科学哲学、言語哲学の開拓者の一人である。山元の研究テーマは戦前の実存主義（ニーチェ）、戦後の科学哲学（パスカル、デューイ）、言語哲学（ヴィトゲンシュタイン）へと変化していった。『空虚と実験』（1972年）と『コトバの哲学』（1965年）はそれぞれ戦後の研究テーマを代表する著作である。早すぎる死が山元哲学の発展を疎外することになった。

## 著書

### 単著
- 『ニーチェ』弘文堂、1940年
  - 改訂版『ニーチェ』法律文化社、1970年
- 『ミケルアンジェロの怖れ――歴史的実存のパトス』弘文堂、1946年
  - 改訂版『ミケランジェロの怖れ』法律文化社、1970年
- 『近代思想の課題――実験的精神』法律文化社、1952年
  - 改訂新版『空虚と実験――近代科学の精神とその論理』法律文化社、1972年
- 『コトバの哲学――感性・言語・論理』岩波書店、1965年

### 共著
- 『現代学問のすすめ』有信堂、1966年
- 『文学のなかの人間』雄渾社、1967年
- 『言語』岩波講座哲学第11巻、岩波書店、1968年
- 『続・学問の周辺』有信堂、1971年

### 編著
- 『ラッセル、ウィトゲンシュタイン、ホワイトヘッド』世界の名著第58巻、中央公論社、1971年

### 共編著
- 『思想と人間――市民社会の動きにそって』福村出版、1968年

### 訳著
- ニーチェ『識られざる神――ニイチエ訳詩集』弘文堂、1941年
- リュカス・コレルス『スピノザの生涯』アテネ新書、弘文堂、1949年
- ウィトゲンシュタイン「論理哲学論」『ラッセル、ウィトゲンシュタイン、ホワイトヘッド』世界の名著第58巻、中央公論社、1971年
  - 普及版　ウィトゲンシュタイン『論理哲学論』中公クラシックス、中央公論新社、2001年